# Rhododendron orthocladum
Rhododendron orthocladum är en ljungväxtart som beskrevs av I. B. Balf. och Forrest. Rhododendron orthocladum ingår i släktet rododendron, och familjen ljungväxter. Utöver nominatformen finns också underarten R. o. longistylum.

## Bildgalleri

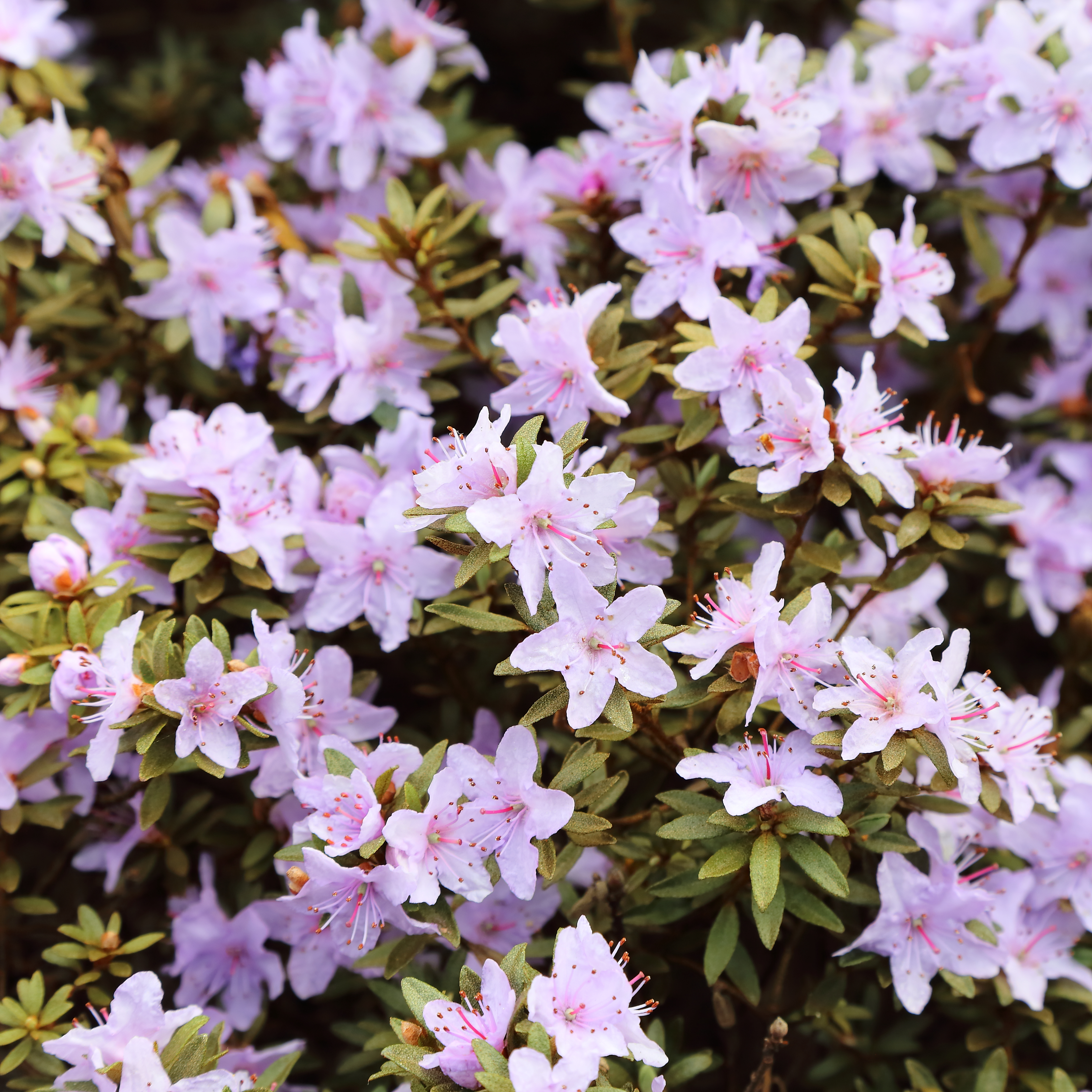
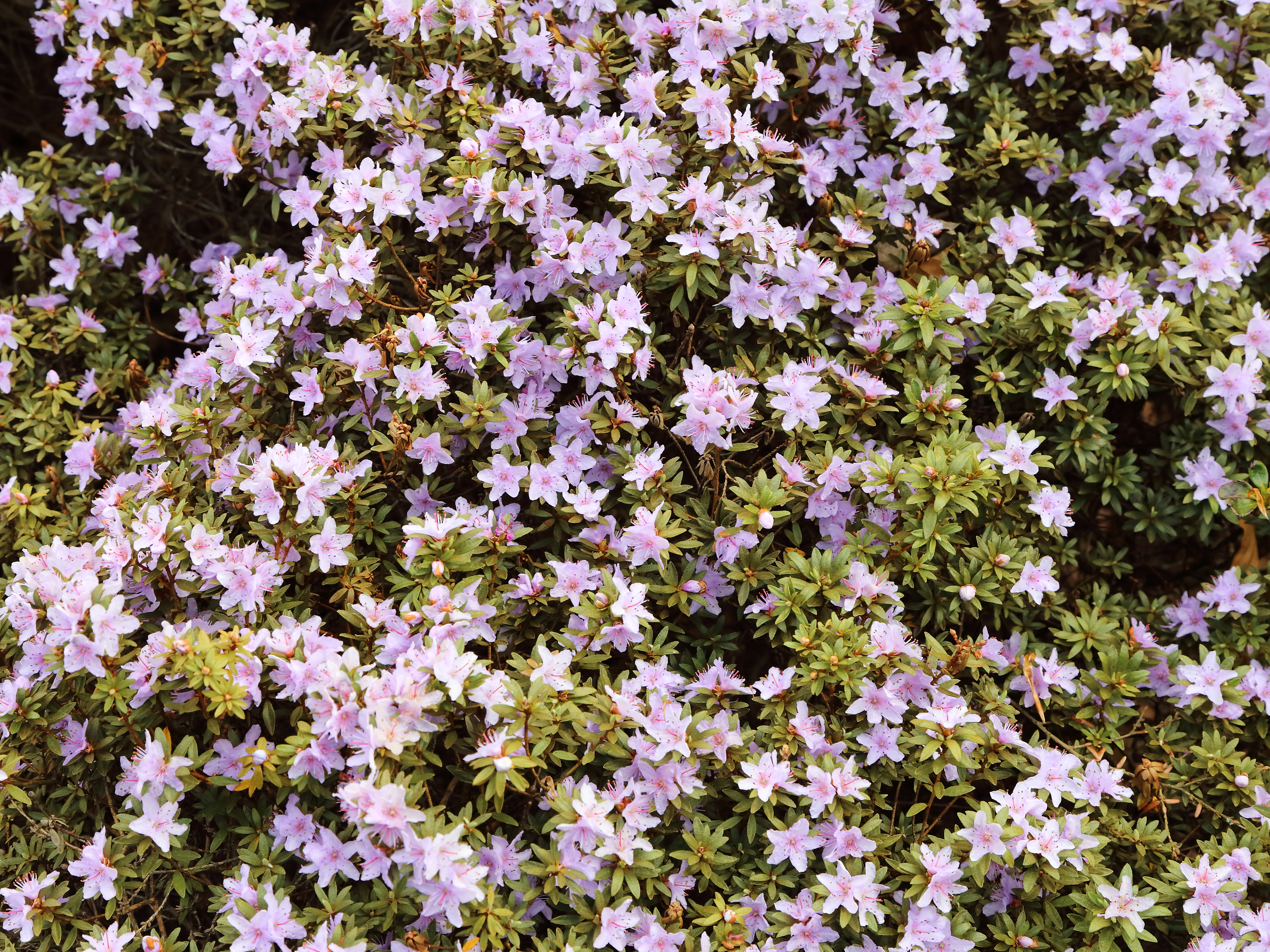